# Don Hong-Oai
Don Hong-Oai (單雄威, né à Canton en 1929 et mort à San Francisco le 8 juin 2004) est un photographe chinois.

## Biographie
Bien qu'il naquît en Chine, Don vécut principalement à Saïgon (Vietnam), à partir de 1936.
C'est là qu'il apprit les techniques de la photographie en studio. En parallèle, il expérimenta rapidement son art sur les paysages lors de ses excursions au sein de la péninsule indochinoise.
Il resta ainsi au Vietnam malgré les guerres jusqu'en 1974 où il rejoignit, en France, un de ses anciens professeurs. Revenu au Vietnam l'année suivante, il fut pourtant contraint de quitter définitivement ce pays en 1979. En effet, à la suite de la guerre frontalière sino-vietnamienne de 1978, les autorités procédèrent à une politique de « chasse aux sorcières » vis-à-vis de la communauté chinoise.
Don prit alors le bateau pour rejoindre le quartier « Chinatown » de San Francisco.
Après quelques années de travail, principalement en studio, il gagna suffisamment d'argent pour repartir en Chine et créer de nouveaux négatifs. Il rencontra à Taïwan, Long Chin-San, un autre photographe chinois plus âgé que lui (né en 1896), qui lui permit de perfectionner sa technique. 
Ce n'est que lors des dernières années de sa vie que son œuvre fut reconnue.

## Son œuvre
Don Hong-Oai créa un style unique de clichés que l'on peut véritablement inclure à l'imagerie du paysage dans l'art chinois.
Cette manière d'adapter l'art oriental aux standards de l'Occident trouve très probablement ses origines à Hong-Kong dans les années 1940 ou exerça, entre autres, le «maître» qui lui permit d'affiner sa technique, le photographe Long Chin-San.
Don Hong-Oai perfectionna la technique de superposition des négatifs.